# Record d'un malson
Record d'un malson és una obra de Joan Brossa de l'any 1989.

## Història
L'any 1989 l'aleshores alcalde de Sant Adrià de Besòs va demanar a Brossa un poema objecte per a la ciutat. El poeta, segons explicà, després de passejar un dia pel barri de la Mina, va decidir fer un poema dedicat a Josep M. de Porcioles, l'alcalde de Barcelona de l'època franquista que més durà en el seu càrrec (1957-1973). El motiu era que el polígon s'havia començat a construir durant aquella legislatura amb la finalitat d'allotjar-hi barraquistes de Barcelona i del camp de la Bota de Sant Adrià, i que, d'alguna manera, Porcioles representava l'especulació urbanística d'aquells anys. La peça que Brossa imaginà fou un monument que ell mateix considerava «anticommemoratiu», «denigratori», «condemnatori», «anticelebratiu» i «recriminatori». Es tracta d'una cadira d'oficina de ferro (el poeta volia la típica cadira d'oficina, ja que Porcioles era notari) que sosté una safata de bronze amb el cap de marbre de l'alcalde. S'havia de situar a la plaça Josep Tarradellas de La Mina, però, quan l'any 1991 Brossa lliurà l'obra a l'Ajuntament, aquest no s'atreví a posar-la en un lloc públic obert, a causa de la duresa de la proposta, i la guardà en un magatzem. L'any 1995, però, dos regidors de l'Ajuntament d'Iniciativa per Catalunya la tragueren del lloc on era guardada (amb l'excusa de retratar-la) i la col·locaren al Parc del Besòs. Abans d'un dia fou retirada i retornada al magatzem. Brossa assistí a l'acte i la premsa es feu ressò de la notícia. La història no acabà aquí perquè al cap d'un temps l'obra es traslladà al vestíbul de la Biblioteca Popular de Sant Adrià, on s'estigué fins a la inauguració del Museu de la Immigració (novembre de 2004), on ara es pot veure des del porxo de l'entrada. La situació del Museu en una mena d'illa en mig de vies ràpides proporciona encara més el caràcter de tancament de la peça.